# Leichtathletik-Weltmeisterschaften 2005/Hammerwurf der Frauen

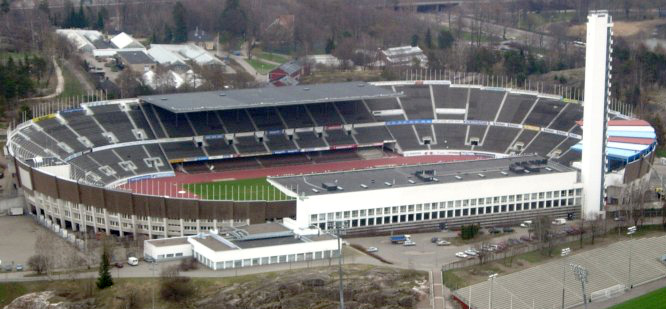
Das Olympiastadion in Helsinki im Mai 2005

Der Hammerwurf der Frauen bei den Leichtathletik-Weltmeisterschaften 2005 wurde am 10. und 12. August 2005 im Olympiastadion der finnischen Hauptstadt Helsinki ausgetragen.
Ihren dritten Weltmeistertitel in Folge errang die die Kubanerin Yipsi Moreno, die außerdem bei den Panamerikanischen Spielen 1999 den zweiten Platz belegt hatte. Silber ging an die russische Weltrekordinhaberin Tatjana Lyssenko. Wie schon bei den Weltmeisterschaften 2003 und den Europameisterschaften 2002 gab es für die Französin Manuela Montebrun wieder Bronze.

## Bestehende Rekorde
| Weltrekord               | 77,06 m | Tatjana Lyssenko | Moskau, Russland            | 15. Juli 2005   |
| Weltmeisterschaftsrekord | 75,20 m | Mihaela Melinte  | WM 1999 in Sevilla, Spanien | 21. August 1999 |

Der bestehende WM-Rekord wurde bei diesen Weltmeisterschaften nicht eingestellt und nicht verbessert.

## Doping
In dieser Disziplin gab es einen Dopingfall.
Der Russin Olga Kusenkowa wurde ihr Sieg im März 2013 wegen Dopingvergehens aberkannt.
Auch die nun auf den zweiten Platz vorgerückte Tatjana Lyssenko, ebenfalls aus Russland, die später mehrfach wegen nachgewiesener Verstöße gegen die Antidopingbestimmungen Sperren hinzunehmen hatte, stand laut russischer Medienberichte im Verdacht, hier in Helsinki gedopt gewesen zu sein. Ihr Resultat von diesen Weltmeisterschaften wurde jedoch nie aberkannt, dieser Verdacht blieb folgenlos.
Benachteiligt wurden in erster Linie folgende vier Athletinnen:
- Yipsi Moreno, Kuba – Sie durfte ihre Silbermedaille erst mit einer Verspätung von acht Jahren gegen die Goldmedaille austauschen.
- Manuela Montebrun, Frankreich – Sie erhielt ihre Bronzemedaille erst mit achtjähriger Verspätung und konnte nicht an der Siegerehrung teilnehmen.
- Clarissa Claretti, Italien – Ihr hätten im Finale als achtplatzierter Werferin drei weitere Versuche zugestanden.
- Natalija Solotuchina, Ukraine – Sie wäre über ihre Platzierung in der Qualifikation im Finale startberechtigt gewesen.

## Legende
Kurze Übersicht zur Bedeutung der Symbolik – so üblicherweise auch in sonstigen Veröffentlichungen verwendet:
| – | verzichtet |
| x | ungültig   |

## Qualifikation
35 Teilnehmerinnen traten in zwei Gruppen zur Qualifikationsrunde an. Die Qualifikationsweite für den direkten Finaleinzug betrug 70,00 m. Fünf Athletinnen übertrafen diese Marke (hellblau unterlegt). Das Finalfeld wurde mit den sieben nächstplatzierten Sportlerinnen auf zwölf Werferinnen aufgefüllt (hellgrün unterlegt). So reichten für die Finalteilnahme schließlich 66,73 m.

### Gruppe A
10. August 2005, 14:00 Uhr
| Platz | Name                 | Nation              | Resultat (m) | 1. Versuch (m) | 2. Versuch (m) | 3. Versuch (m) | Anmerkung                              |
| 1     | Yipsi Moreno         | Kuba                | 72,67        | 72,67          | –              | –              |                                        |
| 2     | Tatjana Lyssenko     | Russland            | 71,14        | 71,14          | –              | –              |                                        |
| 3     | Kamila Skolimowska   | Polen               | 70,28        | 69,26          | 70,28          | –              |                                        |
| 4     | Mihaela Melinte      | Rumänien            | 68,31        | 67,83          | 68,31          | 66,63          |                                        |
| 5     | Clarissa Claretti    | Italien             | 68,21        | 63,06          | 68,21          | 66,39          |                                        |
| 6     | Zhang Wenxiu         | Volksrepublik China | 66,73        | x              | 66,73          | x              |                                        |
| 7     | Natalija Solotuchina | Ukraine             | 66,36        | 65,49          | 66,36          | 66,27          | eigentlich für das Finale qualifiziert |
| 8     | Darja Ptschelnik     | Belarus             | 65,54        | x              | x              | 65,54          |                                        |
| 9     | Berta Castells       | Spanien             | 65,50        | x              | 63,56          | 65,50          |                                        |
| 10    | Éva Orbán            | Ungarn              | 64,26        | x              | 64,26          | 64,10          |                                        |
| 11    | Sini Pöyry           | Finnland            | 64,24        | x              | 64,24          | x              |                                        |
| 12    | Bethany Hart         | USA                 | 63,97        | 63,97          | 61,95          | x              |                                        |
| 13    | Cecilia Nilsson      | Schweden            | 62,27        | x              | 60,24          | 62,27          |                                        |
| 14    | Betty Heidler        | Deutschland         | 61,91        | x              | x              | 61,91          |                                        |
| NM    | Jennifer Dahlgren    | Argentinien         | ogV          | x              | x              | x              |                                        |
| NM    | Kathrin Klaas        | Deutschland         | ogV          | x              | x              | x              |                                        |
| NM    | Jekaterina Koroschik | Russland            | ogV          | x              | x              | x              |                                        |

In der Qualifikation aus Gruppe A ausgeschiedene Hammerwerferinnen:

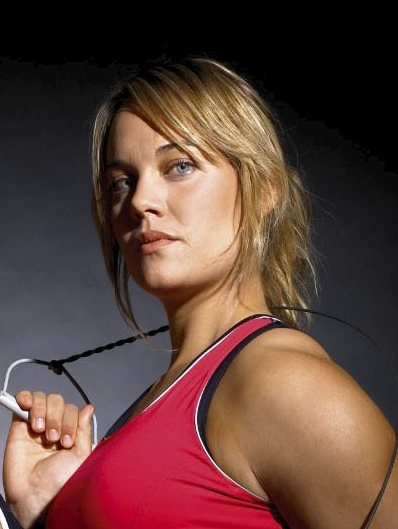
Berta Castells Rang neun mit 65,50 m
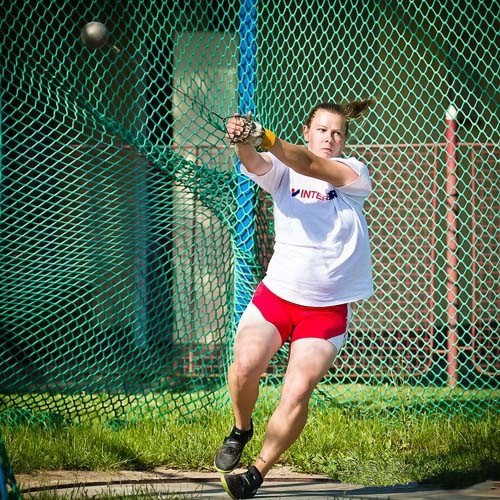
Éva Orbán Rang zehn mit 64,26 m
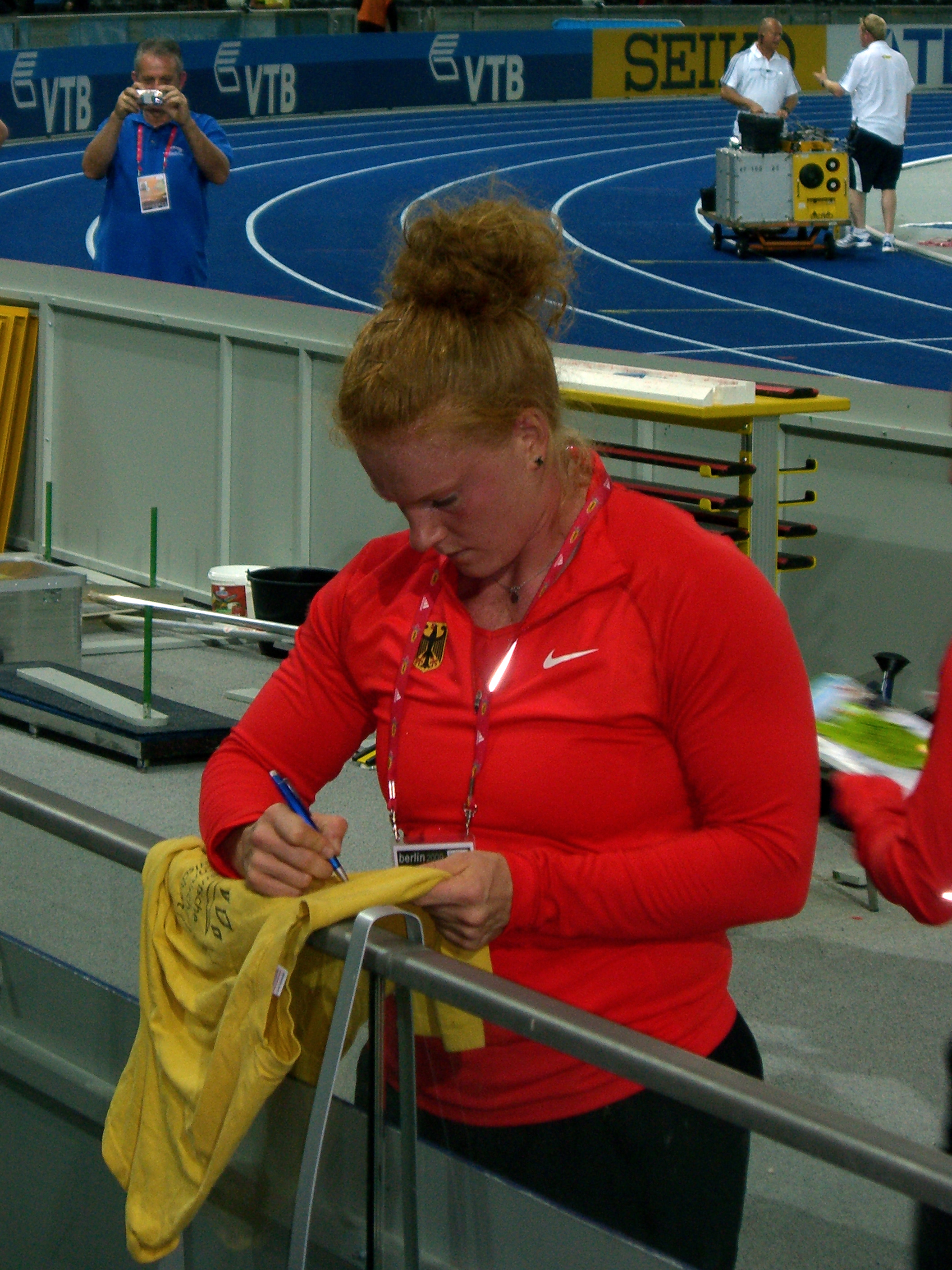
Betty Heidler Rang vierzehn mit 61,91 m
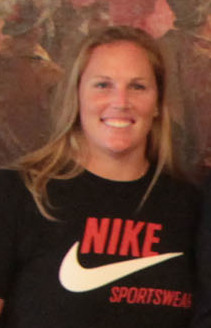
Jennifer Dahlgren ohne gültigen Versuch
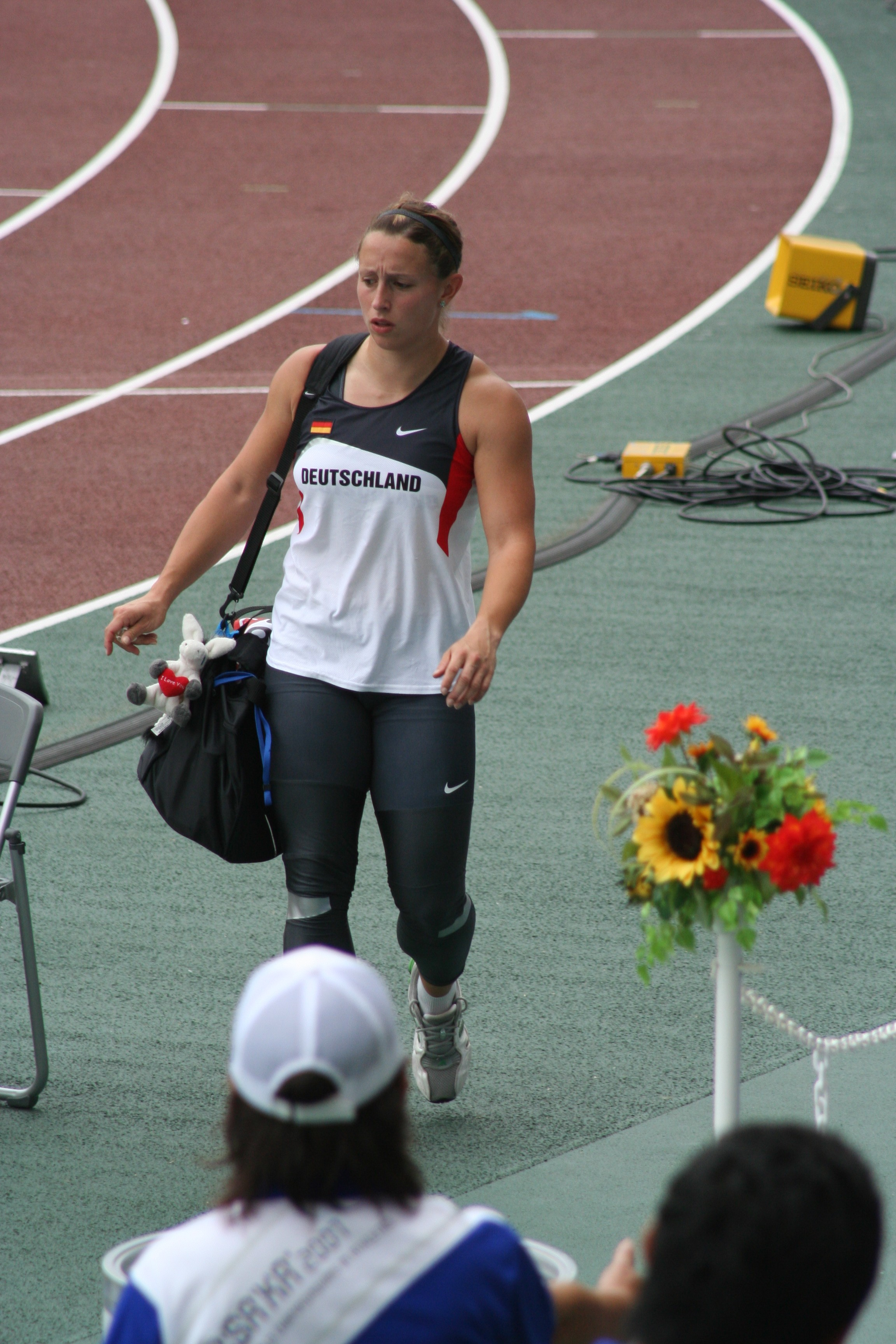
Kathrin Klaas ohne gültigen Versuch

### Gruppe B

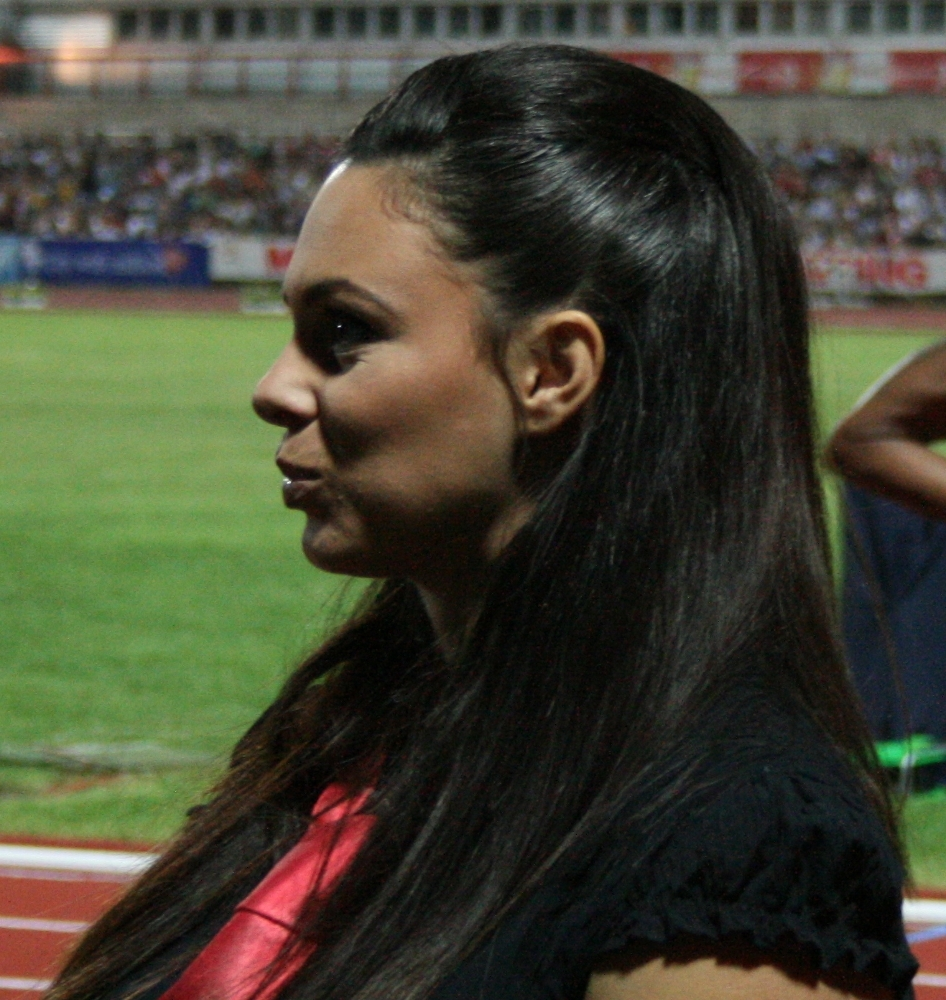
Ivana Brkljačić erreichte als Siebte der Qualifikationsgruppe B mit 65,63 m nicht das Finale

10. August 2005, 15:40 Uhr
| Platz | Name                  | Nation              | Resultat (m) | 1. Versuch (m) | 2. Versuch (m) | 3. Versuch (m) | Anmerkung                 |
| 1     | Manuela Montebrun     | Frankreich          | 71,63        | 68,64          | 71,63          | –              |                           |
| 2     | Iryna Sekatschowa     | Ukraine             | 68,55        | 67,08          | 68,55          | x              |                           |
| 3     | Susanne Keil          | Deutschland         | 67,82        | 67,82          | x              | x              |                           |
| 4     | Erin Gilreath         | USA                 | 67,41        | 67,41          | 63,15          | 65,19          |                           |
| 5     | Candice Scott         | Trinidad und Tobago | 66,85        | 66,85          | 64,99          | 59,70          |                           |
| 6     | Wolha Zander          | Belarus             | 66,07        | x              | x              | 66,07          |                           |
| 7     | Ivana Brkljačić       | Kroatien            | 65,63        | 65,63          | 63,62          | 65,32          |                           |
| 8     | Amber Campbell        | USA                 | 65,48        | 61,20          | 65,48          | 61,43          |                           |
| 9     | Stiliani Papadopoulou | Griechenland        | 64,99        | 64,23          | 64,99          | 61,68          |                           |
| 10    | Jennifer Joyce        | Kanada              | 64,34        | 61,88          | x              | 64,34          |                           |
| 11    | Shirley Webb          | Großbritannien      | 64,16        | x              | 64,16          | 63,91          |                           |
| 12    | Eileen O’Keeffe       | Irland              | 64,09        | x              | 64,09          | 63,71          |                           |
| 13    | Yunaika Crawford      | Kuba                | 63,79        | x              | 63,79          | x              |                           |
| 14    | Yuka Murofushi        | Japan               | 62,83        | 56,43          | 62,83          | x              |                           |
| 15    | Amarilys Alméstica    | Puerto Rico         | 56,66        | 56,66          | x              | x              |                           |
| NM    | Gu Yuan               | Volksrepublik China | ogV          | x              | x              | x              |                           |
| NM    | Ester Balassini       | Italien             | ogV          | x              | x              | x              |                           |
| DOP   | Olga Kusenkowa        | Russland            |              |                |                |                | für das Finale zugelassen |

## Finale
12. August 2005, 19:50 Uhr
| Platz | Name               | Nation              | Resultat (m) | 1. Versuch (m) | 2. Versuch (m) | 3. Versuch (m) | 4. Versuch (m)                                | 5. Versuch (m)                                | 6. Versuch (m)                                |
| 1     | Yipsi Moreno       | Kuba                | 73,08        | 70,39          | x              | 70,88          | 71,26                                         | 73,08                                         | 73,04                                         |
| 2     | Tatjana Lyssenko   | Russland            | 72,46        | x              | 70,30          | 68,44          | 68,92                                         | 72,46                                         | 71,68                                         |
| 3     | Manuela Montebrun  | Frankreich          | 71,41        | 67,92          | 68,93          | 66,99          | 71,41                                         | 71,02                                         | 70,80                                         |
| 4     | Zhang Wenxiu       | Volksrepublik China | 69,82        | 68,16          | 65,90          | 68,31          | 69,82                                         | 66,68                                         | 68,53                                         |
| 5     | Iryna Sekatschowa  | Ukraine             | 69,65        | 69,65          | 67,26          | 67,59          | 68,62                                         | 68,08                                         | 68,15                                         |
| 6     | Kamila Skolimowska | Polen               | 68,96        | 68,96          | 67,14          | 68,76          | 68,34                                         | 67,01                                         | x                                             |
| 7     | Candice Scott      | Trinidad und Tobago | 66,55        | 66,55          | 63,16          | 63,79          | x                                             | x                                             | 63,32                                         |
| 8     | Clarissa Claretti  | Italien             | 64,76        | x              | 64,28          | 64,76          | eigentlich zu drei weiteren Würfen berechtigt | eigentlich zu drei weiteren Würfen berechtigt | eigentlich zu drei weiteren Würfen berechtigt |
| 9     | Erin Gilreath      | USA                 | 64,54        | 64,54          | 64,01          | 63,38          | nicht im Finale der besten acht Werferinnen   | nicht im Finale der besten acht Werferinnen   | nicht im Finale der besten acht Werferinnen   |
| 10    | Mihaela Melinte    | Rumänien            | 64,31        | 64,31          | x              | 63,94          | nicht im Finale der besten acht Werferinnen   | nicht im Finale der besten acht Werferinnen   | nicht im Finale der besten acht Werferinnen   |
| 11    | Susanne Keil       | Deutschland         | 63,25        | x              | x              | 63,25          | nicht im Finale der besten acht Werferinnen   | nicht im Finale der besten acht Werferinnen   | nicht im Finale der besten acht Werferinnen   |
| DOP   | Olga Kusenkowa     | Russland            |              |                |                |                |                                               |                                               |                                               |

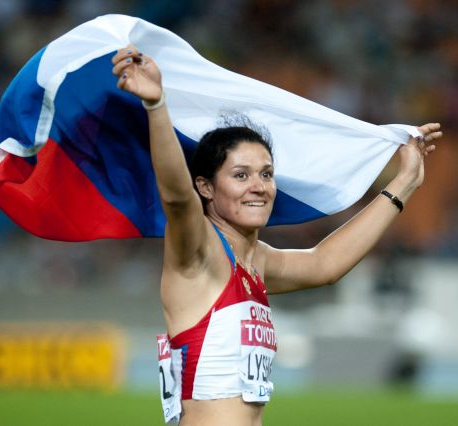
Tatjana Lyssenko – eine nach Bekanntwerden von möglichen Verstößen gegen die Antidopingbestimmungen auch bei dieser Veranstaltung[3] umstrittene Vizeweltmeisterin
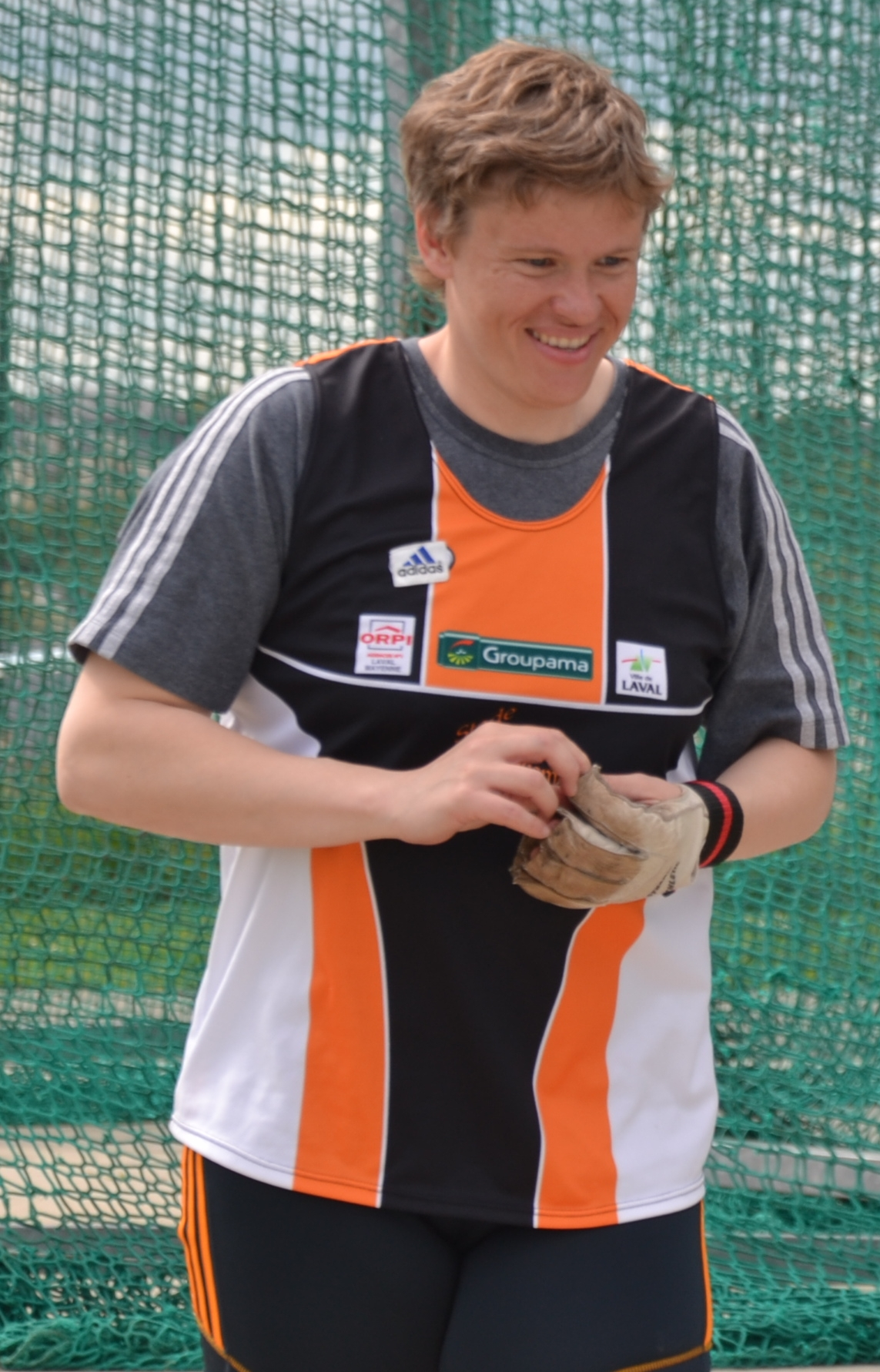
Nach den Weltmeisterschaften 2003 und den Europameisterschaften 2002 zum dritten Mal Bronze für Manuela Montebrun
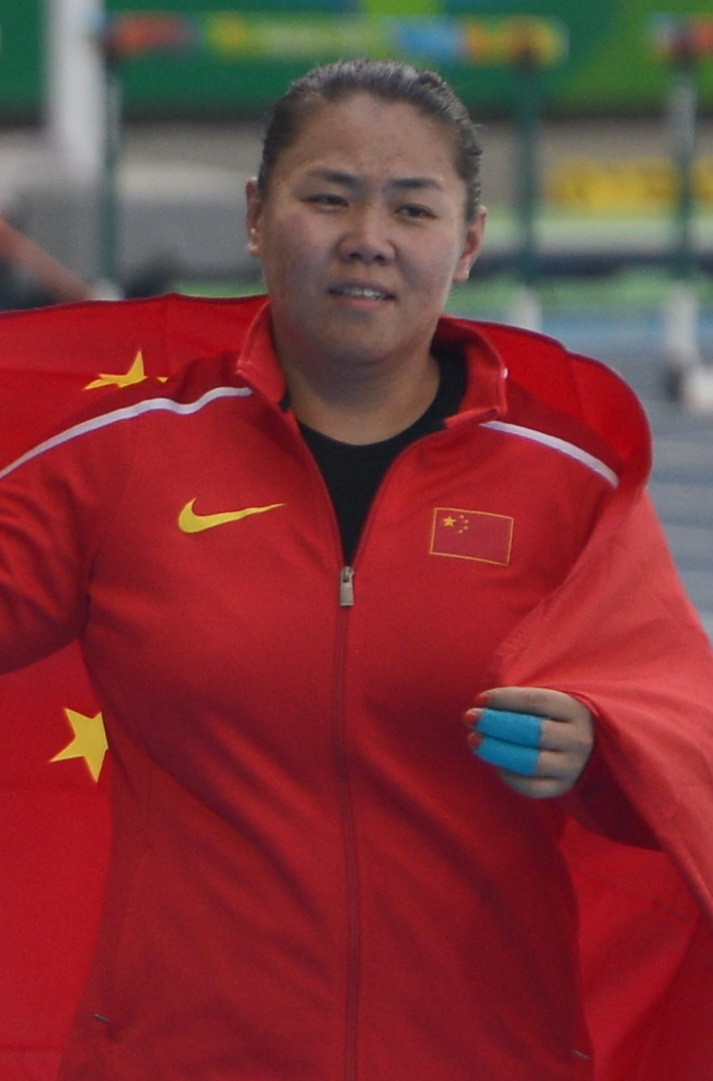
Zhang Wenxiu wurde Vierte
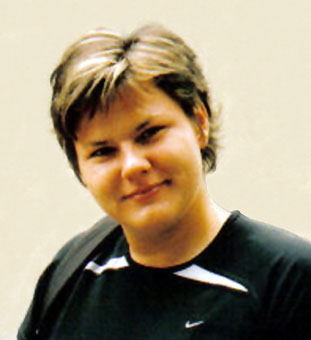
Kamila Skolimowska, 2000 Olympiasiegerin und 2002 Vizeeuropameisterin, erreichte Platz sechs

## Video
- Hammer Throw Womens Final IAAF World Championships 2005 Helsinki, youtube.com, abgerufen am 15. Oktober 2020